# Ніязбеков Сабір Білялович
Сабір Білялович Ніязбеков (каз. Сабыр Біләлұлы Ниязбеков; 15 грудня 1912, аул Урнек, тепер Астраханського району Акмолинської області, Республіка Казахстан — 26 серпня 1989, місто Алма-Ата, тепер місто Алмати, Республіка Казахстан) — радянський казахський діяч, голова Президії Верховної ради Казахської РСР. Член Бюро ЦК КП Казахстану. Депутат Верховної ради Казахської РСР 4—9-го скликань. Депутат Верховної ради СРСР 6—9-го скликань, заступник голови Президії Верховної ради СРСР у 1965—1978 роках. Кандидат у члени ЦК КПРС у 1966—1971 роках. Член ЦК КПРС у 1971—1981 роках. 

## Життєпис
Народився в селянській родині.
У 1928—1929 роках — секретар аульної ради. У 1929—1930 роках — секретар виконавчого комітету Акмолинської районної ради Казакської АРСР.
У 1930—1931 роках — слухач Уральської школи радянського і партійного будівництва.
У 1931 році — відповідальний секретар Нуринського районного комітету ВЛКСМ Казакської АРСР.
У 1931—1932 роках — секретар комітету ВЛКСМ Акмолинської контори «Казбудматеріали».
У 1932 році — інспектор Семипалатинського відділу праці Казакської АРСР.
У 1932—1934 роках — начальник відділу Східно-Казахстанського обласного маслопрому.
У 1934—1935 роках — інспектор міжрайонної бази «Казторгу».
У 1935—1937 роках — у Червоній армії.
У 1937—1938 роках — керуючий Карагандинського обласного архіву.
У 1938—1941 роках — політичний редактор, начальник Карагандинського обласного літературного відділу.
Член ВКП(б) з 1939 року.
У 1941—1943 роках — інструктор, заступник завідувача, завідувач організаційно-інструкторського відділу Карагандинського областного комітету КП(б) Казахстану.
У 1943—1945 роках — слухач Вищої школи партійних організаторів при ЦК ВКП(б).
У 1945—1949 роках — секретар Кустанайського областного комітету КП(б) Казахстану з кадрів. У 1949—1951 роках — секретар Кустанайського областного комітету КП(б) Казахстану.
У 1951—1954 роках — 2-й секретар Північно-Казахстанського обласного комітету КП(б) (КП) Казахстану.
У 1954—1956 роках — слухач Вищої партійної школи при ЦК КПРС.
У липні 1956 — січні 1961 року — 1-й секретар Західно-Казахстанського обласного комітету КП Казахстану.
29 грудня 1960 — травень 1961 року — 2-й секретар Цілинного крайового комітету КП Казахстану.
У травні 1961 — січні 1963 року — 1-й секретар Цілиноградського обласного комітету КП Казахстану.
У січні 1963 — грудні 1964 року — 1-й секретар Південно-Казахстанського крайового комітету КП Казахстану.
У грудні 1964 — квітні 1965 року — 1-й секретар Алма-Атинського обласного комітету КП Казахстану.
4 квітня 1965 — 19 грудня 1978 року — голова Президії Верховної ради Казахської РСР.
З грудня 1978 року — персональний пенсіонер союзного значення в місті Алма-Аті (Алмати).
Помер 26 серпня 1989 року. Похований в місті Алмати на Кенсайському цвинтарі.

## Родина
Дружина — Ніязбекова (Ахметова) Рауза Сабірівна. Чотири дочки: Аїда, Саїда, Баян, Айман.

## Нагороди
- три ордени Леніна
- два ордени Трудового Червоного Прапора
- медаль «За трудову доблесть»
- медалі